# Charles Spencer, al IX lea Conte Spencer
Charles Edward Maurice Spencer, al IX lea Conte Spencer, Locotenent locțiitor (n. 20 mai 1964, Londra, Anglia, Regatul Unit) este al doilea fiu al lui John Spencer, al VIII lea Conte Spencer și al  lui Onorabila Frances Burke Roche (mai târziu Frances Shand Kydd), fiica lui al IV lea Baron Fermoy. Cea mai tânără dintre cele trei surori mai mari ale sale a fost Diana, Prințesă de Wales; celelalte două sunt Lady Sarah McCorquodale și Lady Jane Fellowes.